# Ле-Палле
Ле-Палле (фр. Le Pallet) — новая коммуна на западе Франции, находится в регионе Пеи-де-ла-Луар, департамент Атлантическая Луара, округ Нант, кантон Валле. Расположена в 21 км к юго-востоку от Нанта, в 6 км от национальной автомагистрали N249. Через территорию коммуны протекает река Севр-Нантез, впадающая в Луару в черте города Нант. В центре коммуны находится железнодорожная станция Ле-Палле линии Нант-Сент.
Население (2017) — 3 239 человек.

## История
Первая деревянная крепость в Ле-Палле была построена на донжоне, сохранившимся до наших дней. Этот донжон является одним из самых больших на западе Франции. Согласно радиоуглеродному анализу, донжон был построен между 892 и 1023 годами. Наиболее вероятной датой считается 984 год, когда Жоффруа Гризегонель, граф Анжуйский, овладел Южной Луарой. Жоффруа имел спорные претензии на графство Нант, и мощный замок в 20 километрах от Нанта должен был обеспечить ему контроль над долиной реки Севр-Нантез, а также движением по дорогам из Пуату в графство Нант. Во второй половине XI века на южном склоне холма была возведена часовня Святой Анны. 
В 1079 году в Ле-Палле родился знаменитый философ и богослов Пьер Абеляр. Предполагается, что его мать могла быть наследницей Даниэля Дю Палле, местного сеньора, а отец — комендантом крепости, до того как после смерти тестя стал владетелем поместья. Абеляр унаследовал бы Ле-Палле, если бы не отрекся от своего первородства, чтобы продолжить образование, а право наследства перешло к его младшему брату Раулю. Если эта гипотеза верна, то этот замок мог бы принадлежать ему, но тогда он бы не приобрел бы той известности, которая получил впоследствии. Тем не менее, развалины замка в Ле-Палле неофициально называют «замком Абеляра».
Замок был разрушен в результате беспорядков, связанных с похищением герцога Бретани Жана VI Мудрого Маргаритой де Клиссон в 1420 году. Она держала герцога в плену в укрепленном замке Шамтосо выше по течению Луары. После долгой осады замок Шамтосо был взят и разрушен, и та же участь постигла замки союзников Маргариты де Клиссон, к которым принадлежал и Ле-Палле. 

## Достопримечательности
- Донжон и руины замка X века (замок Абеляра)
- Часовня Святой Анны XI-XII веков
- Неороманская церковь Святого Венсана 1853 года
- Шато Галисоньер XV-XIX веков
- Шато Плесси-Гери XIX века
- Шато Меркредьер XIV-XIX веков
- Шато Себиньер XVIII-XIX веков
- Музей виноградников Нанта, открытый в 1995 году

## Экономика
Структура занятости населения:
- сельское хозяйство — 5,3 %
- промышленность — 12,3 %
- строительство — 16,5 %
- торговля, транспорт и сфера услуг — 42,9 %
- государственные и муниципальные службы — 23,0 %

Уровень безработицы (2016 год) — 8,3 % (Франция в целом — 14,1 %, департамент Атлантическая Луара — 11,9 %). 

Среднегодовой доход на 1 человека, евро (2016 год) — 21 708 (Франция в целом — 20 809, департамент Атлантическая Луара — 21 548).

## Демография
Динамика численности населения, чел.

## Администрация
Пост мэра Ле-Палле с 2020 года занимает Жан-Луи Метеро (Jean-Louis Metaireau). На муниципальных выборах 2020 года возглавляемый им независимый блок одержал победу в 1-м туре, получив 51,74 % голосов.
| Период | Период | Фамилия            | Партия                                                  | Примечания                            |
| ------ | ------ | ------------------ | ------------------------------------------------------- | ------------------------------------- |
| 1965   | 1977   | Габриэль Эмерьо    | Разные правые                                           |                                       |
| 1977   | 1989   | Анн Руку           | Разные правые                                           |                                       |
| 1989   | 2008   | Жан-Клод Дуэ       | Союз за французскую демократию Демократическое движение | член Генерального совета департамента |
| 2008   | 2020   | Пьер-Андре Перруэн | Разные правые                                           | инженер                               |
| 2020   |        | Жан-Луи Метеро     |                                                         |                                       |

## Знаменитые уроженцы
- Пьер Абеляр (1079-1142), философ-схоласт, теолог, поэт и музыкант, один из основоположников и представителей концептуализма

## Галерея

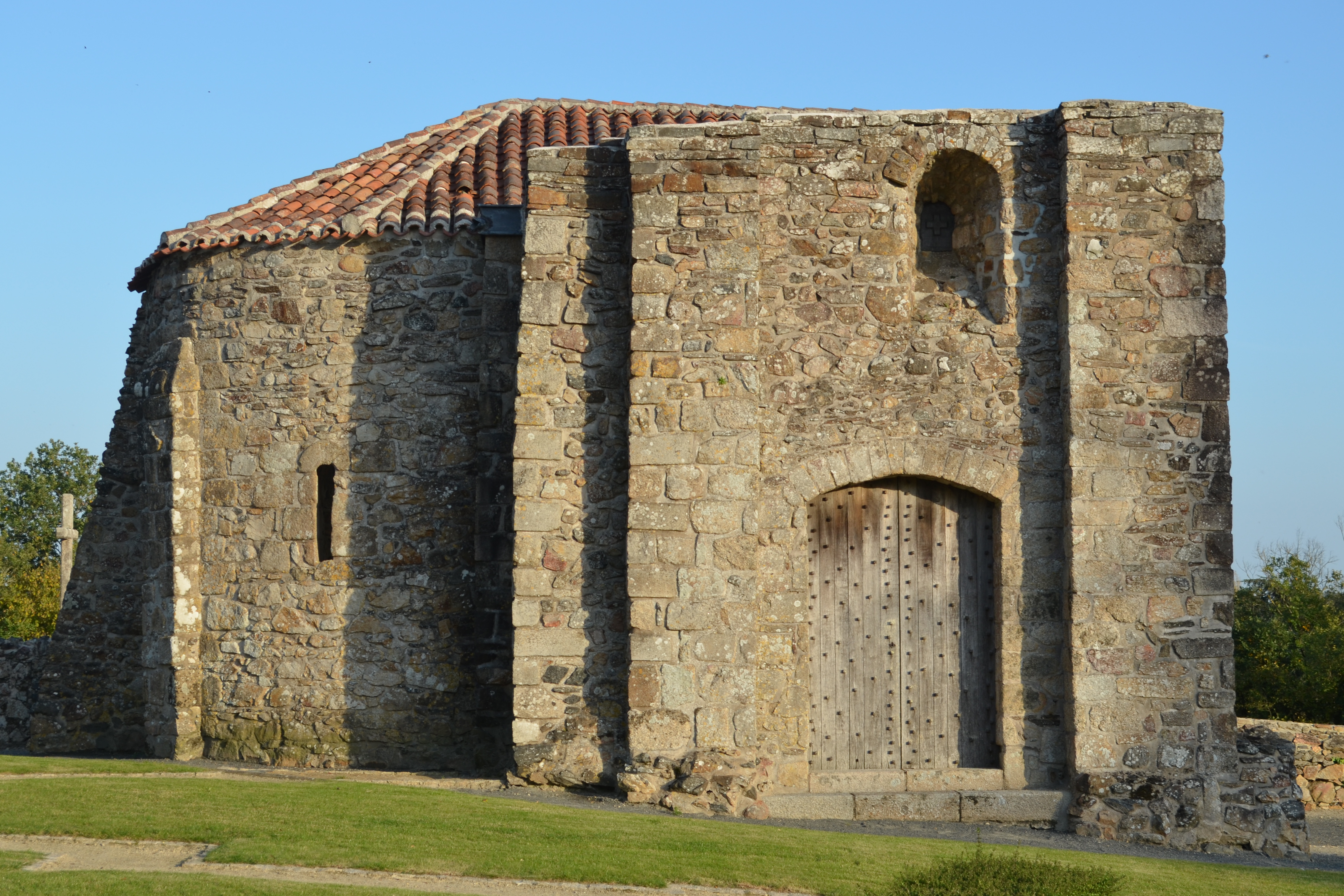
Часовня Святой Анны
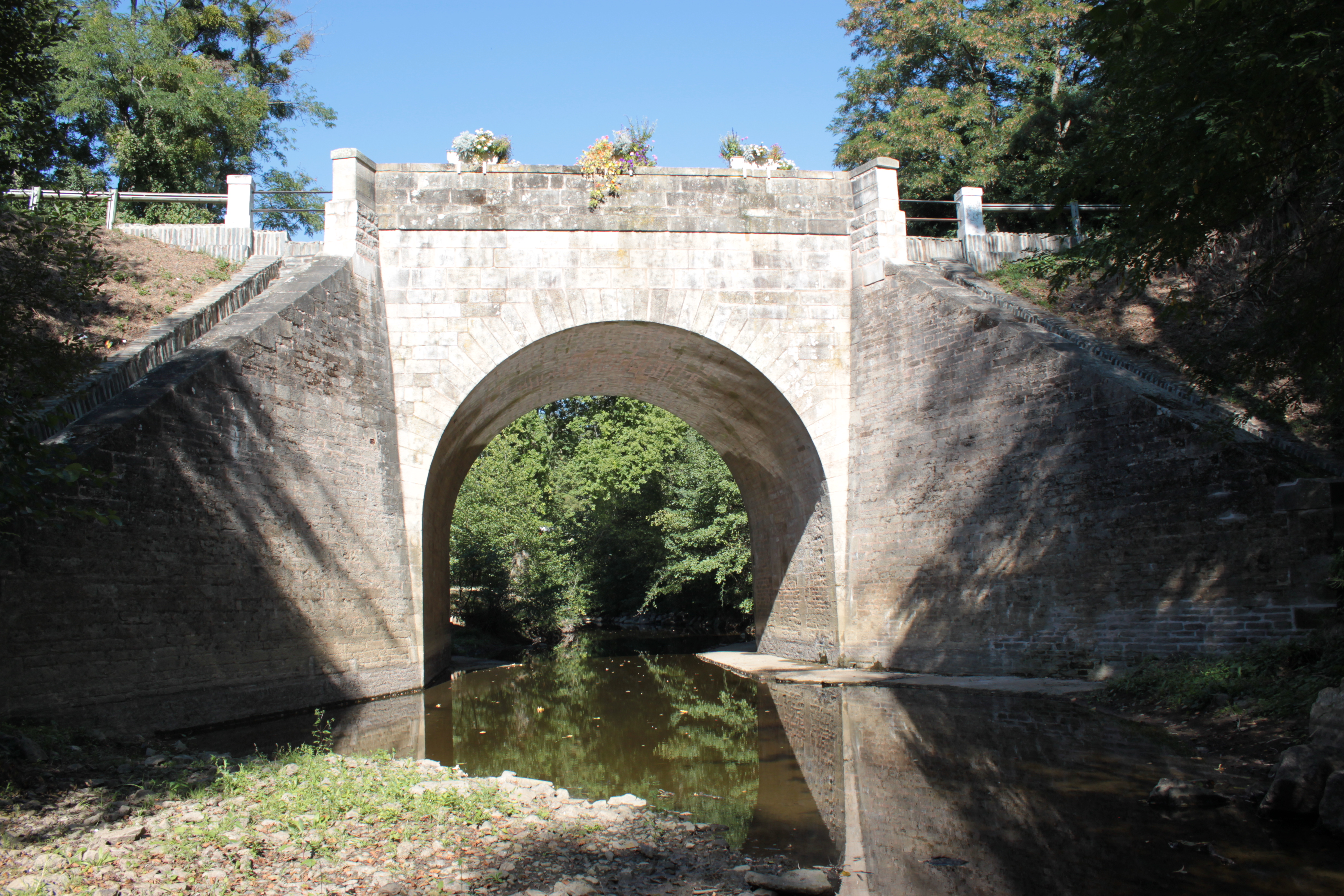
Мост Како через реку Сангез